# Johann Plischke
Johann Plischke (* um 1810; † 1892 in Freudenthal) war im 19. Jahrhundert ein Textilindustrieller aus Österreichisch-Schlesien.

## Biografie
Die Vorfahren der Familie Plischke stammten Urkunden zufolge aus Engelsberg in Österreichisch-Schlesien und gehörten dem Arbeiterstand an. Peregrin Plischke erlernte um 1780 in einer einfachen, kleinen Weberwerkstätte in Engelsberg sein Handwerk und zählte mit zu den ärmsten der Leinenweber, um die es damals wirtschaftlich sehr schlecht bestellt war.
Unter solchen Verhältnissen fing Johann Plischke, Sohn von Peregrin Plischke, bei einem Webermeister in Engelsberg als Lehrling an und blieb dort bis zum Jahre 1837 als Geselle unter den dürftigsten Bedingungen. An freien Sonntagen verkaufte er noch auf freiem Stand am Freudenthaler Stadtplatz Sauerbrunn, um seine Einkünfte zu erhöhen.
1838 gründete er sein eigenes Geschäft in Freudenthal. Plischke begann mit Unterstützung seiner Frau Anna die Erzeugung von glatten Leinwänden und damastierten Leinenwaren auf eigene Rechnung und schaffte es nicht nur in der Stadt, sondern in den umliegenden Ortschaften Weber zu beschäftigen. Die Erzeugnisse fanden guten Absatz auf den großen Märkten von Wien, Brünn, Pest, Prag und Pilsen. Dabei hatte seine Frau Anna durch ihren Einfluss den größten Anteil an dem raschen Aufstieg des Geschäftes.
Johann Plischke war einer der ersten im Bezirk, der den Ruf der Damastweberei durch die hohe Qualität der Erzeugnisse, Dessins und reine Bleiche festigte. Plischke konnte sich erfolgreich gegen die Konkurrenz behaupten und erhielt die ersten Auszeichnungen auf der Ersten Allgemeinen Deutschen Industrieausstellung in München 1854 und bei der Weltausstellung London 1862.
Die Zahl der Arbeitskräfte wuchs von Jahr zu Jahr bis 1859. Danach stagnierte das Geschäft bis zum Jahre 1866 durch die nachteiligen Folgen der Kriegsjahre und der damit verbundenen politischen Wirren. In dieser Zeit konnte keine wesentliche Steigerung des Warenumsatzes erzielt werden.
Im Jahre 1867 nahm Johann Plischke seine beiden Söhne Alois und Heinrich Plischke als öffentliche Gesellschafter in die Firma auf, die nunmehr „Johann Plischke & Söhne“ hieß. In diesem Jahre erhielt die Firma auch die erste Auszeichnung für Reinheit und tadellose Arbeit ihrer Leinengewerbe auf der Weltausstellung Paris 1867. Im Jahre 1872 erhielt Johann Plischke für die Fabrik die ordentliche Landesbefugnis mit der Berechtigung, den kaiserlichen Adler und den Titel „k.k. privilegirt“ zu führen.
Durch die allgemeine Anerkennung ermutigt und die steigende Bedeutung der mechanischen Leinenweberei in England und Deutschland, beschloss Johann Plischke im Jahre 1872, die Wasserkraft auf seinem Grundbesitz und seiner Leinengarnbleiche in Altstadt bei Freudenthal für den Betrieb einer kleinen mechanischen Weberei zu verwenden. In kurzer Zeit war die dafür notwendige Baulichkeit im Hochbau aufgeführt. Vermutlich durch die geschäftliche Krise des Jahres 1873, durch die allgemeine wirtschaftliche Depression und den damit verbundenen Rückgang im Warenabsatz wurden diese Pläne jedoch nach Fertigstellung des Baues von Plischke fallengelassen.
Die Wiener Weltausstellung 1873 brachte der Firma abermals die ehrenvollste Auszeichnung für ihre Erzeugnisse und bewies, dass die Fabrik den höchsten Anforderungen, die man an die Leinen-Industrie stellte, in Bezug auf die Vielseitigkeit und Vorzüglichkeit entsprach.
Im selben Jahr erkannten Alois und Heinrich Plischke die Möglichkeit des Exportes nach Amerika. Die Firma wurde die erste im Land, welche für Amerika die Erzeugung der leinenen Tischzeuge, Handtücher usw. in Angriff nahm, und welche speziell maßgebend für den Export in farbigen Tischdamasten für alle übrigens Webereidistrikte im In- und Ausland war. Sämtliche Fabrikate wurden als österreichische Erzeugnisse auf den amerikanischen Markt gebracht und brachten großen Umsatz.
Die Anzahl der Webstühle vermehrte sich im gleichen Verhältnis mit der Zunahme des Exports, der Warenumsatz wurde sehr bedeutend.
Bis 1890 wuchs das Unternehmen weiterhin. Im gleichen Jahr schied der Gründer Johann Plischke aus der Firma, seine beiden Söhne wurden Nachfolger. Johann Plischke feierte mit seiner Frau Anna im Jahre 1888 die goldene Hochzeit. Er verstarb 1892 im Alter von 82 Jahren in Freudenthal.